# Show Your Bones
Show Your Bones är Yeah Yeah Yeahs andra fullängdsalbum som släpptes den 27 mars 2006 på Polydor Records (Storbritannien) och Interscope Records (USA). 

## Låtlista
1. "Gold Lion" – 3:07
2. "Way Out" – 2:51
3. "Fancy" – 4:24
4. "Phenomena" – 4:10
5. "Honeybear" – 2:25
6. "Cheated Hearts" – 3:58
7. "Dudley" – 3:42
8. "Mysteries" – 2:35
9. "The Sweets" – 3:55
10. "Warrior" – 3:42
11. "Turn Into" – 4:07
12. "Déjà Vu" – 3:22 (Bonuslåt på brittiska utgåvan)